# Батлер, Алек
Алек Батлер (англ. Alec Butler; род. 1959; Кейп-Бретон, Новая Шотландия, Канада) — канадский драматург и режиссер.

## Биография
Батлер родился в 1959 году в Кейп-Бретоне, Новая Шотландия, Канада, при рождении был записан девочкой, но в возрасте 12 лет выяснилось, что он интерсекс. До того, как в 1999 году он сделал трансгендерный переход, он идентифицировал себя как буч. В настоящее время идентифицирует себя как транс-мужчина с двумя душами. До трансгендерного перехода его работы публиковались под именем Одри Батлер (англ. Audrey Butler).
В 1990 году он был номинантом на премию генерал-губернатора по английской драме за пьесу «Черная пятница». Работал над художественными проектами в The 519 в качестве их первого художника-резидента. В 2006 году Фонд Торонто назвал Батлера одним из самых важных людей Торонто.